# Zbrodnia w Strzebniowie
Zbrodnia w Strzebniowie – mord na ludności cywilnej i powstańcach śląskich popełniony przez żołnierzy niemieckiej Samoobrony Górnego Śląska (niem. Selbstschutz Oberschlesien) w trakcie III powstania śląskiego 1921. Jej ofiarą padło 18 osób spośród miejscowej ludności cywilnej oraz 7 wziętych do niewoli powstańców, którzy zostali zamordowani podczas dwóch wypadów  14 i 17 maja na Strzebniów, z zamiarem poszerzenia przez SSOS przedmościa gogolińskiego.

Do Pana Korfantego
Dnia 15 tego b.m. po ogłoszeniu rozejmu powstańcze wojska zajmujące w kilka dni linję Obrowiec-Wygoda-Strzebinów rozpoczęły się okopywać przechodząc do defenzywnej walki. W czasie okopywania się niemcy wciąż ostrzeliwali polskie oddziały. Około południa z pomiędzy wapienników na prawym skrzydle wyszedł większy oddział około 200 ludzi w biało-czerwonych opaskach i z biało-czerwonym sztandarem. Dowódca Komp. nie pozwolił strzelać, myślał, że to oddział nasz. Oddział nieprzyjacielski podszedł bliżej, rzucił się z bagnetami i kolbami strzelając na naszych powstańców. Wywiązała się zacięta walka, w której nasi cofnęli się na wzgórza na wieś. Przyprowadzony z tych wzgórz kontratak wyrzucił niemców z powrotem do Gogolina. Sama jednak wioska pozostała około 2 godzin w rękach niemieckich. Czas ten wykorzystali niemcy na dobicie wszystkich naszych rannych i wymordowanie całej ludności polskiej wioski. Raporta o tem zostały niezwłócznie przesłane do dowództwa. W wsi Zakrzowie leży do tej pory 24 trupy mieszkańców Strzebniowa i Gogolina pomasakrowanych w okrutny sposób, głowy porozbijane kolbami, kłute rany bagnetami, oczy powybijane, poucinane ręce i nogi. Według zeznań jeńców tego samego dnia pod Obrowcem leutnant Hütze z sturmbtl. nakazał mordowanie jeńców i wycięcie ludności z Strzebinowa. Prócz tego Oberltn. Werner Sobieraj zastrzelił Wientzka i kilku ludzi z Strzebinowa. Wachmistrz Kosmala szablą dobił, trzykrotnie rannego dow. powstańczej Komp. 
Uprasza się jaknajuprzejmniej aby Szan. Pan poseł użył wszystkich środków celem sprowadzenia na miejsce Komisji jak również korespondentów gazet zagranicznych.
Za zgodność wyżej wymienionych faktów podpisują jako naoczni świadkowie
Harmansa Heinrich z Gogolina
Gramalla Franz z Otmętu
Wientzek Paul ze Strzebniowa
Wientzek Karl II ze Strzebniowa
Zawierucha Josef z Gogolina